# Schwebheim
Schwebheim è un comune tedesco di 4 103 abitanti, situato nel land della Baviera.